# Трухиљо (држава Венецуеле)
Трухиљо (шп. Estado Trujillo),  једна је од 23 државе у Боливарској Републици Венецуели. Главни и највећи град је  Трухиљо. Ова савезна држава покрива укупну површину од 7.400 км ² и има 765.964 становника (2011).
Држава је подељена на 20 општина и 93 парохија.

## Галерија
- Село у Трухиљу
- Парк "Боконо" у Трухиљу